# Vinko Močnik
Vinko Močnik, slovenski teolog, filozof in kanonik, * 10. januar 1889, Cogetinci v Župniji Sv. Anton v Slovenskih goricah, † 24. december 1969, Ljubljana.

## Življenje
Osnovno izobrazbo si je pridobil v cerkvenjaški ljudski šoli, gimnazijo pa je obiskoval v Mariboru, kjer je maturiral tik pred prvo svetovno vojno leta 1914. V Mariboru je študiral tudi bogoslovje in leta 1919 postal duhovnik. Tri leta je bil nato kaplan v Loki pri Zidanem Mostu, krajši čas tudi v Vidmu ob Savi. Že leta 1923 je v Zagrebu dosegel doktorat iz teologije, po nekaj letnem študiju na univerzi Gregoriani v Rimu pa leta 1927 še doktorat iz cerkvenega prava.
Leta 1922 je bil imenovan za profesorja cerkvenega prava in cerkvene zgodovine na Visoki bogoslovni šoli v Mariboru. Tu ga je doletela druga svetovna vojna, in je bil pregnan na Hrvaško. Odpravil se je v Beograd, postal učitelj verouka na gimnaziji in bil do konca vojne tudi predsednik tamkajšnega cerkvenega sodišča. Po vojni je bil za krajši čas kaplan v svoji rojstni župniji, leta 1946 pa imenovan za profesorja cerkvenega prava na Teološki fakulteti v Ljubljani. Leta 1954 je bil upokojen, delo na fakulteti pa je opravljal vse do smrti.

## Delo
Svoje življenje in znanstveno delovanje je Močnik povsem posvetil cerkvenemu pravu. Mnogim generacijam slovenskih bogoslovcev je bil profesor tega strokovnega področja in je zanje pripravil tudi nekatere osnovne visokošolske učbenike kot npr. Zakonsko pravo (1954), Kazensko pravo (1968). Kot tenkočuten jurist, ki se je z znanstveno doslednostjo razgledoval po aktualni evropski strokovni literaturi, je obravnaval priložnostna cerkvenopravna vprašanja ter svoje ugotovitve v zvezi s tem objavljal v slovenščini, nemščini ter latinščini v domačem strokovnem časupisju, npr. Bogoslovnem vestniku, z njimi pa je bil tudi cenjen sodelavec tujih publikacij Theologisch-praktische Quartalschrift, Linz. Nepogrešljiv je bil ves čas svojega delovanja tudi kot izjemen svetovalec pri zadevah različnih cerkvenih sodišč. Zlasti v zgodnjejšem obdobju se je posvečal tudi splošnim teoretičnim vprašanjem prava, kar dokazuje njegov prispevek Naravnost in pravo v jubilejskem zborniku mariborskega bogoslovnega učilišča (1929).